# James Thomas Burrows
James Thomas Burrows, novozelandski general, * 13. julij 1904, † 10. junij 1991.